# Jerwand Garanian
Jerwand Gieworkowicz Garanian (ros. Ерванд Геворкович Гаранян, orm. Էրվանտ Գարանյան, ur. 9 grudnia?/22 grudnia 1903 we wsi Baghnari obecnie w rejonie Gagra, zm. 24 listopada 1995 w Soczi) – radziecki wojskowy, starszyna, Bohater Związku Radzieckiego (1944).

## Życiorys
Urodził się w ormiańskiej rodzinie chłopskiej. Miał wykształcenie podstawowe, później skończył kursy kadr kierowniczych kołchozów, w 1930 był jednym z organizatorów kołchozów we wsi Christoforowo w rejonie Gagra, w którym został następnie brygadzistą i kierownikiem fermy, a we wrześniu 1937 przewodniczącym kołchozu. 15 września 1941 został powołany do Armii Czerwonej, od marca 1943 uczestniczył w wojnie z Niemcami w składzie 215 gwardyjskiego pułku piechoty 77 Gwardyjskiej Dywizji Piechoty 61 Armii, walczył na Froncie Briańskim, Centralnym, Białoruskim, 2 i 1 Białoruskim. Brał udział w operacji orłowskiej, czernihowsko-prypeckiej, homelsko-rzeczyckiej, kalenkowicko-mozyrskiej, brzesko-lubelskiej, warszawsko-poznańskiej i berlińskiej. Jako dowódca działonu baterii 215 gwardyjskiego pułku piechoty 77 Gwardyjskiej Dywizji Piechoty 61 Armii Frontu Centralnego w stopniu starszyny wyróżnił się podczas operacji czernihowsko-prypeckiej we wrześniu 1943, gdy w walkach o Czernihów odpierając ataki wroga zniszczył 3 stanowiska ogniowe przeciwnika, 28 września sforsował Dniepr i umocnił się na uchwyconym przyczółku. Od 14 stycznia do 3 lutego 1945 walcząc w składzie 69 Armii 1 Frontu Białoruskiego uczestniczył w operacji warszawsko-poznańskiej (części operacji wiślańsko-odrzańskiej), biorąc udział w wyzwalaniu Radomia i Łodzi. Po wojnie został zdemobilizowany i wrócił do rodzinnej wsi, 1945-1948 był przewodniczącym sielsowietu w Christoforowie, 1948-1951 przewodniczącym kołchozu we wsi Nakaduli, później do 1966 brygadzistą w kołchozie.

## Odznaczenia
- Złota Gwiazda Bohatera Związku Radzieckiego (15 stycznia 1944)
- Order Lenina (15 stycznia 1944)
- Order Wojny Ojczyźnianej I klasy (11 marca 1985)
- Order Czerwonej Gwiazdy (14 sierpnia 1943)

I medale.